# Čermná nad Orlicí
Čermná nad Orlicí là một làng thuộc huyện Rychnov nad Kněžnou, vùng Královéhradecký, Cộng hòa Séc.